# Techlin
Techlin ist ein Ortsteil der Gemeinde Deyelsdorf in dem Amt Recknitz-Trebeltal im Landkreis Vorpommern-Rügen. Es gab in der Geschichte verschiedene Schreibweisen: Thecgelin, Teckelin oder Teggelin. Zum 1. Januar 2005 lebten in Techlin 101 Einwohner. Bei der Zählung der preußischen Gemeinden zum 1. Dezember 1905 wurden 149 Personen in 21 Haushalten nachgewiesen.

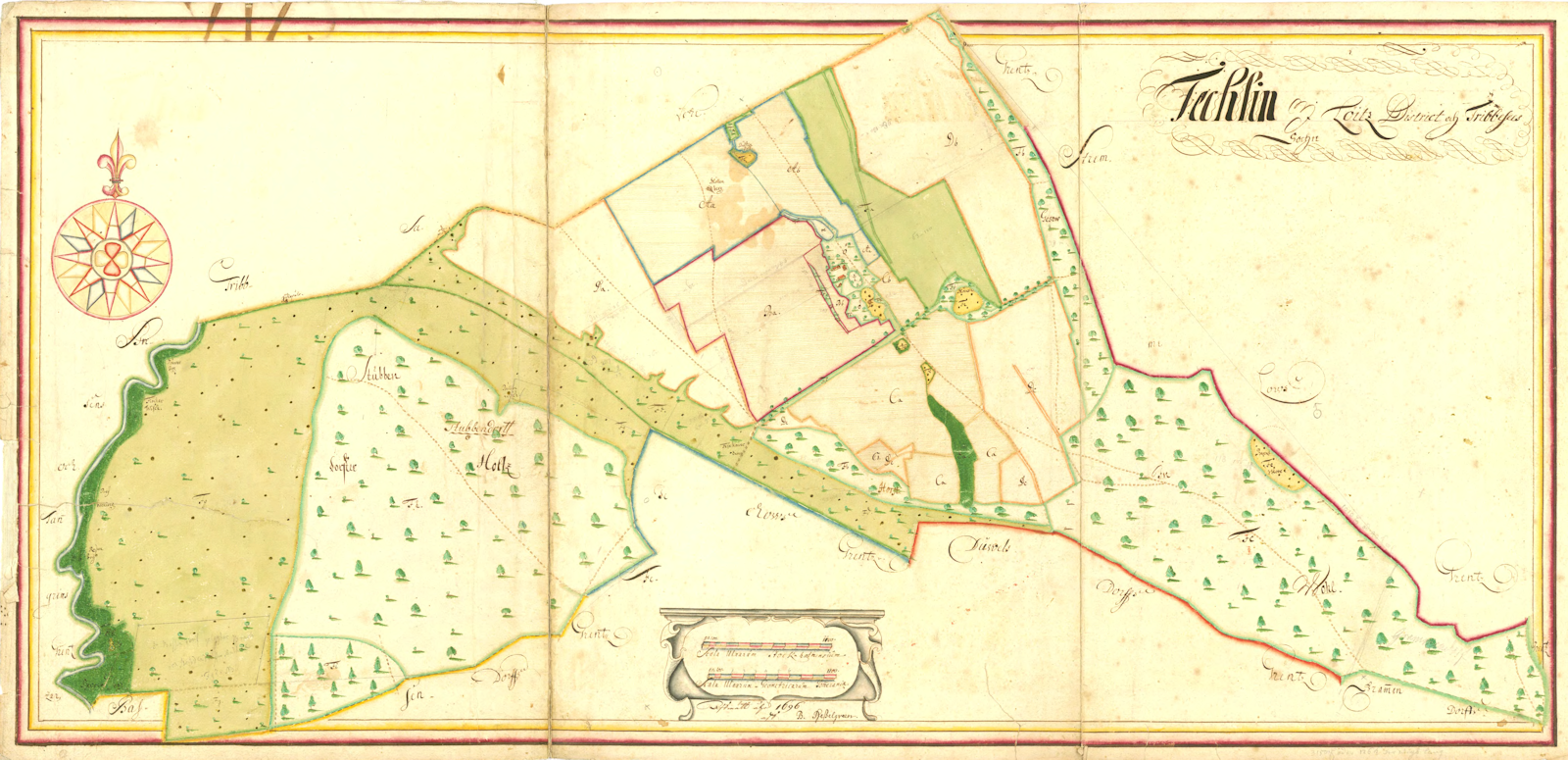
Schwedische Matrikelkarte von Techlin um 1700

## Urkundliche Erwähnung
Techlin wurde im Jahr 1245 in einer Patronatsurkunde des Klosters Neuenkamp durch Fürst Wizlaw I. von Rügen urkundlich erwähnt. Der Eintrag datiert auf den 2. April 1245. In diesem Text wird die Verleihung der Patronatsrechte der (damals noch nicht so genannten) Thomaskirche zu Tribsees an das 1231 gegründete Zisterzienser-Kloster Neuenkamp, welches im Gebiet der heutigen Stadt Franzburg lag, beschrieben.
Wizlaw legte ferner fest, dass die Erträge aus dem Patronat an die Kirche in Tribsees fallen, damit dort ein Vikar in Absprache mit dem Abt des Klosters Neuenkamp eingesetzt werden kann. Hiervon ausgenommen waren die Rechte an wirtschaftlichen Erträgen aus Techlin. Diese wurden nicht mit übertragen, sondern auf Wunsch des Bischofs Dietrich von Schwerin bei dem Zisterzienserkloster Neuenkamp belassen:

“Idem vero vicarius utetur omnibus redditibus eiusdem ecclesie excepta sola villa Thecgelin est nominata, que de voluntate domini Th. Zuirinensis episcopi in usus predictorum fratrum est assignata.”

Eine für den Sommer 2020 geplante 775-Jahr-Feier mit einer Kunstausstellung zum Thema Heimat wurde wegen der Corona-Pandemie abgesagt.

## Dorflage
Nach dem Dreißigjährigen Krieg muss Techlin eine geringfügig verändere Dorflage und Zufahrtsstraße im Vergleich zu heute gehabt haben. Das folgt aus den schwedischen Matrikelkarten, in der sich eine andere Abbildung als die heutige Dorflage zeigt.

## Geschichte
Nach 1610 erwarb Caspar von Behr die Ländereien in und um Techlin. Sein Sohn Gustav von Behr verlor dieses Land in der Folge des Dreißigjährigen Krieges durch den schwedischen Feldmarschall Carl Gustav Wrangel, der Techlin und andere Flächen an den schwedischen Generalmajor und Grafen Hans Wachtmeister übertrug. 1640 und 1647 wurde diese Maßnahme durch Königin Christina von Schweden bestätigt. Die Grafen Wachtmeister verkauften Techlin dann im Jahr 1819 an den königlich schwedischen und königlich preußischen Oberst, dem Johanniterritter Bernhard Gustav Ritter von Hennigs. Der nächste männliche Nachkommen und Gutserbe war Hermann von Hennigs. Zwei seiner Töchter heirateten in Techlin Generäle, Susanne den Gutsherrn Lothar von dem Knesebeck, und Jenny den Kommandeur Wilhelm von dem Knesebeck, zuletzt Generalleutnant. Als Gutserben folgte der Major Fritz von Hennings (1863–1919), verheiratet mit Hedwig von Restorff, sowie dann deren Sohn Hermann Fritz von Hennings-Techlin, bewirtschafteten das 589 ha Gut bis zur Enteignung 1945. Im Zuge der Bodenreform wurde das Land an Neusiedler verteilt. Reinhard von Hennigs, der Enkel des Joachim von Hennings-Bastianshof und Urneffe des letzten Bewirtschafters, betreibt seit 2005 wieder einen Forstbetrieb mit Teilen des Rittergutes. Das Herrenhaus Techlin steht unter Denkmalschutz. Die Schriftstellerin Ingeborg von Hennigs ist in Techlin geboren.

## Politische Angliederung
Seit der Übergabe durch den schwedischen Generalgouverneur an den Bevollmächtigten Preußens im Oktober 1815 war dann der als Rittergut klassifizierte Ort Techlin ein eigener Gutsbezirk, welcher 1929 aufgehoben wurde und der Ort in Folge an die Gemeinde Deyelsdorf angeschlossen wurde. Bis 1992 war Techlin Teil der Gemeinde Deyelsdorf, die sich dem Amt Trebeltal anschloss. Das Amt Trebeltal wurde mit Wirkung zum 15. Februar 2004 aufgelöst und Deyelsdorf schloss sich mit gleicher Wirkung wiederum dem Amt Recknitz-Trebeltal an, zu dem es seitdem gehört.